# Tricoceps tenuosa
Tricoceps tenuosa är en insektsart som beskrevs av Capener 1953. Tricoceps tenuosa ingår i släktet Tricoceps och familjen hornstritar. Inga underarter finns listade i Catalogue of Life.